# Batrachylodes gigas
Batrachylodes gigas là một loài ếch thuộc họ Ranidae.
Đây là loài đặc hữu của Papua New Guinea.
Môi trường sống tự nhiên của chúng là rừng ẩm vùng đất thấp nhiệt đới hoặc cận nhiệt đới và vùng núi ẩm nhiệt đới hoặc cận nhiệt đới.